# Чейні (Пенсільванія)
Чейні (англ. Cheyney) — переписна місцевість (CDP) в США, в окрузі Честер штату Пенсільванія. Населення — 565 осіб (2020).

## Географія
Чейні розташоване за координатами 39°56′1″ пн. ш. 75°31′49″ зх. д. / 39.93361° пн. ш. 75.53028° зх. д. (39.933520, -75.530306).  За даними Бюро перепису населення США в 2010 році переписна місцевість мала площу 0,60 км², уся площа — суходіл.

## Демографія
Згідно з переписом 2010 року, у переписній місцевості мешкало 988 осіб у 4 домогосподарствах у складі 3 родин. Густота населення становила 1636 осіб/км².  Було 7 помешкань (12/км²).
Расовий склад населення:
| - 92,6 % — чорних або афроамериканців - 2,7 % — білих - 0,7 % — корінних американців - 0,2 % — азіатів |

До двох чи більше рас належало 3,2 %. Частка іспаномовних становила 3,9 % від усіх жителів.
За віковим діапазоном населення розподілялося таким чином: 0,1 % — особи молодші 18 років, 99,9 % — особи у віці 18—64 років, 0,0 % — особи у віці 65 років та старші. Медіана віку мешканця становила 20,3 року. На 100 осіб жіночої статі у переписній місцевості припадало 96,8 чоловіків;  на 100 жінок у віці від 18 років та старших — 96,6 чоловіків також старших 18 років.
Цивільне працевлаштоване населення становило 361 особа. Основні галузі зайнятості: освіта, охорона здоров'я та соціальна допомога — 60,4 %, мистецтво, розваги та відпочинок — 16,3 %, роздрібна торгівля — 13,0 %.